# Sabicea brasiliensis
Sabicea brasiliensis är en måreväxtart som beskrevs av Herbert Fuller Wernham. Sabicea brasiliensis ingår i släktet Sabicea och familjen måreväxter. Inga underarter finns listade i Catalogue of Life.